# Habitable Exoplanet Observatory
Habitable Exoplanet Observatory, désigné généralement par son acronyme HabEx, est un des quatre observatoires spatiaux que l'agence spatiale américaine, la NASA, envisage de développer au cours de la décennie 2025-2035. HabEx est proposé par une équipe pilotée par le Jet Propulsion Laboratory. Ce télescope est conçu pour permettre l'observation directe, dans un rayon de 15 parsecs autour de notre étoile, des exoplanètes de toutes tailles et la caractérisation de leur atmosphère avec l'objectif de déterminer leur habitabilité. La méthode de détection utilisée permet d'identifier et de caractériser toutes les planètes d'un système solaire donné et ainsi d'amorcer une étude statistique débouchant sur une meilleure compréhension du processus de formation des étoiles et de leurs planètes.
Dans la configuration répondant à l'ensemble des objectifs, le télescope dispose d'un miroir primaire monolithique de 4 mètres de diamètre. Pour pouvoir observer les exoplanètes, le télescope disposera dans sa configuration la plus complète de deux types de  coronographe :  un coronographe interne et un coronographe externe (starshade) de 52 mètres de diamètre qui sera installé sur un satellite situé à 76 600 kilomètres du télescope. Ce dispositif constituera une première dans le domaine spatial. Pour réduire les coûts et les risques, deux configurations dégradées sont proposées : une version sans coronographe externe et une version avec un miroir primaire de 3,4 mètres et sans coronographe interne. Le télescope serait lancé vers 2039 en deux étapes - le télescope proprement dit (lanceur Space Launch System) et le coronographe externe (Falcon Heavy -  puis placé en orbite autour du point de Lagrange L2. La durée de la mission primaire est de 5 ans et l'engin spatial emporte 10 ans de consommables.
Fin 2022 la NASA décide de suivre les recommandations du rapport décennal de l'Académie des sciences des États-Unis relatif à l'astronomie et à l'astrophysique et choisi un projet plus modeste (miroir de 6,5 à 8 mètres pour un cout de 11 milliards US$) combinant les caractéristiques de  LUVOIR avec certaines des caractéristiques du projet HabEx. Le nouveau télescope, baptisé HWO, devrait être lancé vers 2040 s'il obtient un financement.

## Contexte

### Définition des projets prioritaires en astrophysique pour la décennie 2025-2035
Dans les domaines scientifiques, la NASA choisit les projets qu'elle compte développer en s'appuyant sur un rapport établi chaque décennie. Le prochain rapport relatif à l'astronomie et à l'astrophysique (The Astronomy and Astrophysics Decadal Survey 2020), qui doit être publié en 2020 définira les axes prioritaires dans ces domaines pour la décennie 2025-2035. Dans ce contexte la NASA a financé l'étude de quatre projets d'observatoire spatial par des équipes comprenant des membres de l'agence spatiale, des chercheurs extérieurs et de représentants de l'industrie. Ces projets sont :  LUVOIR, HabEx, Lynx et OST (Origins Space Telescope),,.
Les principales caractéristiques de ces projets étudiés sont les suivantes, :
- LUVOIR (Large UV/Optical/Infrared Surveyor) est un télescope spatial observant en ultraviolet, visible et proche infrarouge. Il dispose d'un miroir primaire  de 8 mètres ou 15 mètres. L'architecture est proche de celle de JWST avec un miroir segmenté et envoyé dans l'espace en position repliée ainsi qu'un grand bouclier thermique.
- HabEx  (Habitable Exoplanet Observatory) détaillé ci-dessous.
- Lynx (X-ray Surveyor) doit observer le rayonnement X émis par les phénomènes les plus énergétiques de l'univers en particulier les trous noirs supermassifs au cœur des galaxies. L'objectif est de disposer d'une résolution spatiale de 0,5 seconde d'arc soit 50 à 100 fois mieux que les observatoires existants.
- OST (Origins Space Telescope) proposé par une équipe emmenée par le Centre de vol spatial Goddard, est équipé d'un miroir primaire de 10 mètres de diamètre, observera les parties les plus éloignées de l'Univers dans l'infrarouge lointain (8 à 800 micromètres). Pour y parvenir, le télescope doit utiliser des détecteurs particulièrement performants, l'aspect le plus pointu du projet. Son miroir doit être refroidi à 4 kelvin et ses détecteurs à 0,05 kelvin à l'aide de cryoréfrigérateur permettant de se passer de consommables qui limiteraient la durée de vie.

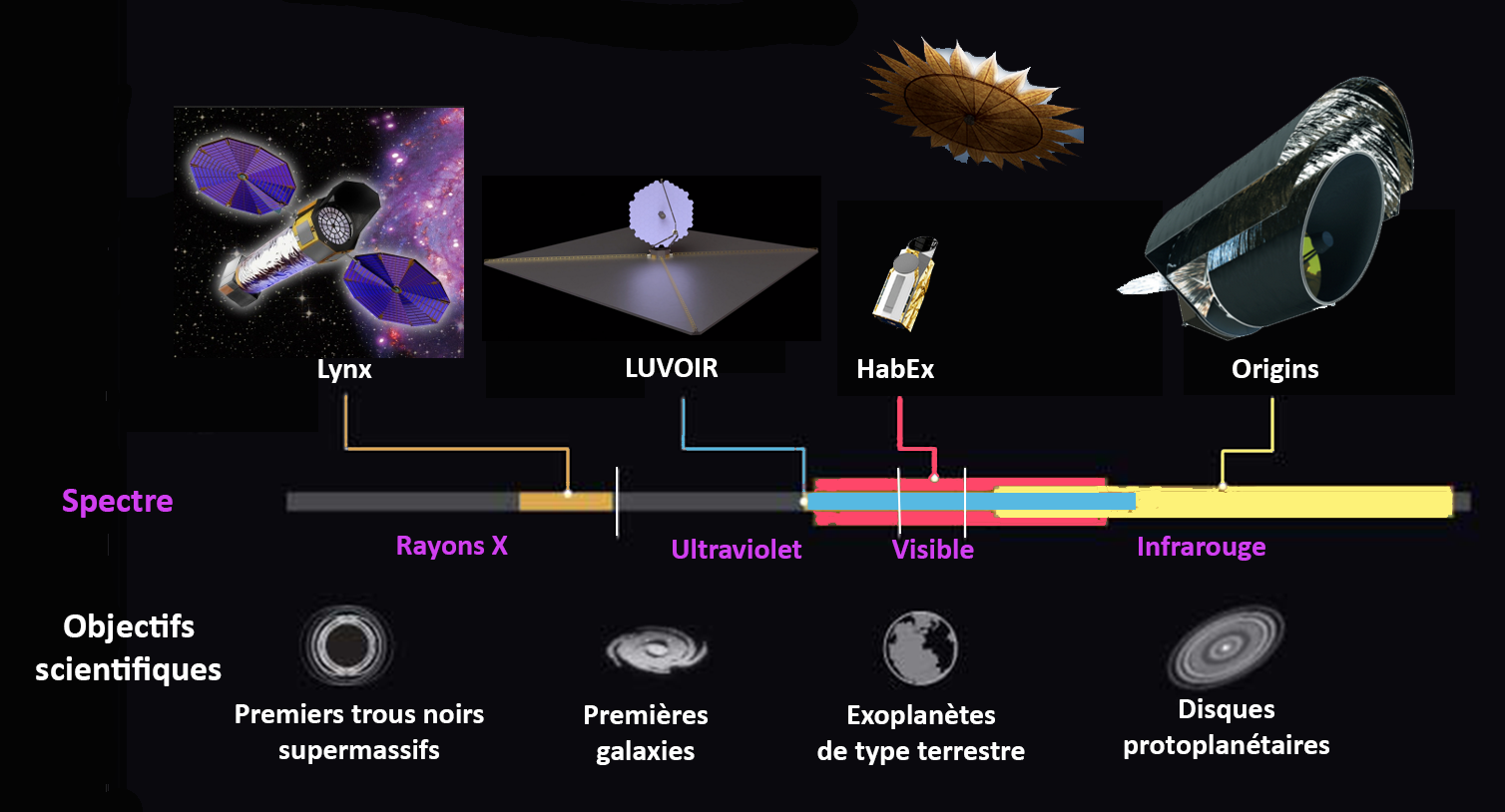
Les quatre télescopes étudiés par la NASA pour la décennie 2030 : Lynx, LUVOIR, HabEx et Origins (OST).

### L'impact des dépassements des projets JWST et WFIRST
Lorsque la NASA demande initialement en 2016 aux quatre équipes de détailler leur projet, il leur est donné pour consigne de ne prendre en compte aucune limite de coût. De ce fait, plusieurs projets dépassent les 5 milliards US$, le projet le plus coûteux atteignant 20 milliards US$. Mais en 2018, les deux grands projets astronomiques de la NASA en cours de développement rencontrent des problèmes qui vont avoir des retombées sur ces propositions : le télescope infrarouge JWST continue de subir des dépassements budgétaires (coût multiplié par 8 depuis l'origine et dépassant les 8 milliards US$) et calendaires (décalage du calendrier de 10 ans) tandis que WFIRST voit également son coût doubler, passant de 2 à 4 milliards US$ en 2018. Dans ce contexte, la NASA demande en juin 2018 aux quatre équipes de proposer deux versions de leur projet : la première version ne tient pas compte des contraintes de budget tandis que la seconde doit rentrer dans une enveloppe comprise entre trois et cinq milliards de US$. Les quatre études sont finalisées au cours de l'été 2019. Il est prévu que leur contenu soit pris en compte par le rapport décennal de la NASA fixant les priorités pour la décennie 2025-2035 qui sera publié au printemps 2020. Ce dernier, qui synthétise les attentes de la communauté des astronomes et astrophysiciens, pourrait recommander un projet mais il pourrait également, renoncer au développement de ces télescopes de grande taille pour ne pas retomber dans les errements du projet JWST.

## Objectifs de la mission
HabEx est un télescope optique disposant d'un miroir primaire de 4 mètres de diamètre produisant des images et des spectres dans l'ultraviolet, en lumière visible et en proche infrarouge. Il reprend en les améliorant les capacités du télescope spatial Hubble.
Les objectifs scientifiques du télescope HabEx sont les suivants:
- L'objectif principal est de réaliser des images directes et des spectres d'exoplanètes habitables gravitant autour d'étoiles aux caractéristiques proches de notre Soleil (étoiles de type F, G et K) situées à moins de 15 parsecs (50 années-lumière) de notre système solaire. Durant sa mission primaire de 5 ans, HabEx détectera et examinera plusieurs douzaines d'exoplanètes rocheuses dont environ 8 mondes similaires à la Terre en déterminant leur orbite et leurs spectres dans les longueurs d'onde 0,1-1 micromètre. Au cours de cette période, HabEx doit également caractériser plus d'une centaine de planètes de taille plus importante. À l'aide de son coronographe et en effectuant 6 observations distinctes, le télescope pourra mesurer l'orbite de la planète (distance à son étoile, excentricité, inclinaison orbitale) avec une précision de quelques pour cent près et ainsi déterminer si celle-ci se trouve dans la zone habitable de l'étoile. Les spectromètres embarqués permettront de déterminer la présence de vapeur d'eau, d'oxygène moléculaire et d'ozone à partir du moment ou la quantité présente est supérieure à 1% de la densité observée sur Terre ainsi que la présence d'autres gaz comme le méthane ou le dioxyde de carbone[7].
- Grâce à la méthode de l'observation directe qui ne dépend ni de la période orbitale de l'exoplanète ni du rapport de masse avec son étoile, HabEx est le premier observatoire capable d'effectuer un inventaire quasi complet des planètes autour d'une étoile. HabEx pourra ainsi dresser le portrait des systèmes solaires proches, qu'ils soient similaires au notre ou très différents et composés des super-Terres ou de mini-Neptunes. Les instruments devraient permettre de déterminer le spectre de toutes les planètes plus brillantes que la Terre. Les données collectées permettront de  dresser un premier catalogue des différents types de système solaire et de fournir de nouveaux éléments sur la formation des systèmes planétaires, la migration planétaire et le rôle des géantes gazeuses dans la fourniture aux planètes rocheuses. HabEx permettra également de tester les théories sur la diversité planétaire, d'étudier les interactions entre les planètes et le disque protoplanétaire et pour la première fois de replacer la formation de notre système solaire dans un contexte plus général[8].
- Le miroir primaire de grande taille (4 mètres) permettra à HabEx de produire les meilleures images disponibles (en termes de résolution spatiale) dans la décennie 2030 dans le domaine optique et ultraviolet. Cette capacité permettra de mener des recherches galactiques et extragalactiques.

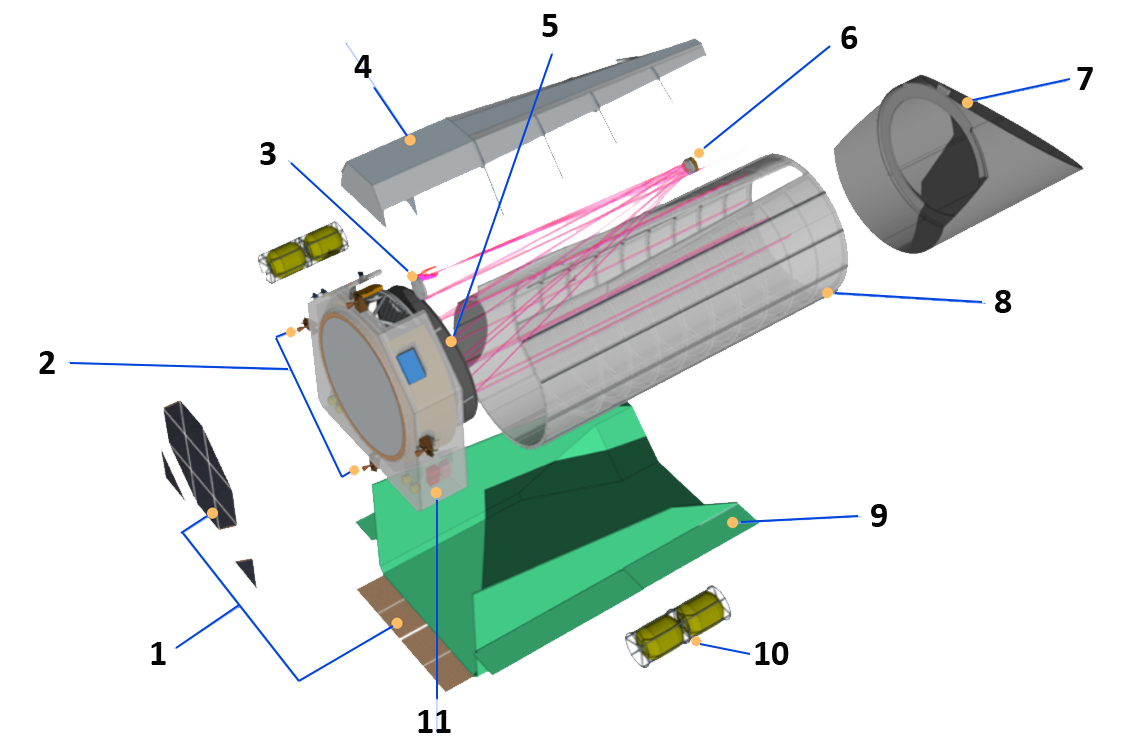
Schéma du télescope spatial HabEx : 1 : Panneaux solaires - 2 : Propulseurs contrôle d'attitude - 3 : Miroir tertiaire - 4 : Structure du miroir secondaire et instruments - 5 : Miroir primaire - 6 : Miroir secondaire - 7 : Pare-soleil déployable - 8 : Tube du télescope - 9 : Pare-soleil - 10 : Réservoirs ergols - 11 : Avionique

## Caractéristiques techniques
Le télescope dans sa configuration de base a une masse d'environ 18,55 tonnes dont 4,9 tonnes pour la plateforme, 2,3 tonnes d'ergols et 7,9 tonnes pour la charge utile (optique et instruments scientifiques).
L'énergie est fournie par des panneaux solaires constitués de cellules solaires GaAs triple jonction qui doivent fournir 7 kilowatts pour alimenter le système de régulation thermique (le plus gros consommateur avec 3 650 watts) et les instruments scientifiques (45-550 watts) tout en prenant en compte la dégradation des cellules durant les 20 ans de la mission. Les panneaux solaires sont fixes et solidaires du télescope. Ils sont placés le long du tube de l'optique et sur la face arrière du télescope. Leur surface devrait être d'environ 39 m² compte tenu d'un rendement de 29,5 % et d'une incidence du rayonnement solaire de 40% par rapport à un axe perpendiculaire aux panneaux. Deux batteries lithium-ion stockent l'énergie avec capacité de 66 Ah.
La propulsion est prise en charge par deux systèmes. Le système primaire utilise des moteurs-fusées à ergols liquides mono-ergol. Il y a un moteur-fusée principal d'une poussée de 445 newtons de poussée, quatre moteurs de 22 N. qui servent à contrôler la direction lorsque le moteur principal fonctionne et 16 petits propulseurs pour le contrôle d'attitude. HabEx emporte 2280 kilogrammes d'hydrazine qui sont utilisés pour les manœuvres principales permettant au télescope de rejoindre sa position, pour la maintenance de l'orbite et pour les corrections d'attitude. Le deuxième système est constitué de 8 micro-propulseurs colloïdaux (poussée de l'ordre de 100 micromètreewtons qui fonctionneront en permanence pour compenser principalement la poussée des photons solaires. Ces propulseurs seront fournis par l'Agence spatiale européenne qui les a déjà utilisés dans un contexte identique pour le satellite expérimental LISA Pathfinder. Ces micro-propulseurs permettent au système de contrôle d'attitude de fonctionner sans avoir recours à des roues de réaction génératrices de vibration.
Le système de télécommunications comprend un émetteur-récepteur permettant au télescope spatial de communiquer en bande S avec le coronographe externe avec un débit de 100 bits par seconde via une antenne patch et un système permettant d'échanger avec la Terre les données scientifiques sans interrompre les observations en cours. Les échanges des données se font en bande Ka via deux antennes à balayage électronique fixées de part et d'autre du tube optique. Ce choix d'antenne permet de diriger les émissions radio vers la Terre sans dispositif mécanique susceptible de générer des vibrations. Deux antennes à faible gain assurent une couverture quasi complète du ciel sont utilisées en bande X pour le transfert des commandes et des télémesures. Le débit des échanges est de 6,5 mégabits/secondes en bande Ka et de 100 kilobits par seconde en bande X.

### Partie optique
La partie optique du télescope est de type anastigmatique à trois miroirs hors axe avec un miroir primaire de 4 mètres, dimension choisie parce qu'elle permet d'identifier une exoplanète de type terrestre, et un miroir secondaire de 45 centimètres placé à 2,5 mètres hors axe pour ne pas obscurcir une partie du champ de vue. Le miroir tertiaire a un diamètre de 68 centimètre. La focale est de 9 m (f/2,25) est un compromis retenu entre les contraintes de poids (une focale plus longue implique une masse plus importante) et les besoins de contraste du coronographe qui imposent une focale pas trop courte. L'instrument est conçu pour observer l'ultraviolet, la lumière visible, l'ultraviolet et le proche infrarouge (0,115–2,5 micromètres). Des vérins permettent d'ajuster la position des miroirs primaire et secondaire pour ajuster leur position en prenant en compte les changements intervenus après le lancement du fait des changements thermiques liés à l'exposition du télescope dans l'espace. Des capteurs laser sont utilisés pour mesurer les déformations subies par la partie optique et déterminer les corrections à apporter.

### Coronographe interne ou externe (starshade)
Le coronographe intercepte la lumière de l'étoile ciblée, pour la masquer au télescope et ne pas l'éblouir dans l'observation des astres situés dans l'orbite de l'étoile. La configuration du télescope la plus complète inclut à la fois un coronographe interne traditionnel et un coronographe externe (starshade) placé à plusieurs dizaines de milliers de kilomètres du télescope. Aucun télescope spatial n'a jusqu'à présent mis en œuvre ce dernier dispositif mais il a fait l'objet de nombreuses recherches au sein de la NASA (notamment dans le cadre de la Mission New Worlds) et un projet est en cours au sein de l'agence spatiale pour porter d'ici 2023 le niveau de maturité de cette technologie à 5 (technologie validée dans un environnement significatif). Les deux configurations offrent des avantages et des inconvénients et chacune est particulièrement bien adaptée  pour certains types d'observation.
- Le coronographe interne est solidaire du télescope et permet donc de modifier rapidement l'étoile observée contrairement au coronographe externe. Par contre, il ne permet de faire des observations que sur des bandes spectrales étroites et nécessite donc pour couvrir une large plage de fréquences soit la multiplication des canaux (le faisceau lumineux est découpé en plusieurs tranches de fréquences qui sont traitées par autant de détecteurs) soit d'enchaîner plusieurs observations en utilisant des filtres. Le coronographe interne produit moins d'informations, nécessite des instruments plus compliqués et nécessite des télescopes d'une grande stabilité.
- Le coronographe externe (starshade) est une technologie nouvelle considérée comme moins mature. D'une taille de 52 mètres de diamètre et installé sur un satellite situé à 76 600 kilomètres du télescope, il permet simplifier de manière considérable à la fois la conception du télescope et de l'instrument. Les besoins de stabilité du télescope sont moins importants. Le principal inconvénient du coronographe externe est la nécessité de le déplacer pour observer une nouvelle étoile. Étant placé à plusieurs dizaines de milliers de kilomètres, ce déplacement prend du temps et consomme des ergols. Pour cette raisons le coronographe externe ne pourra être utilisé que pour l'observation d'une centaines d'étoiles.

### Caractéristiques du coronographe externe

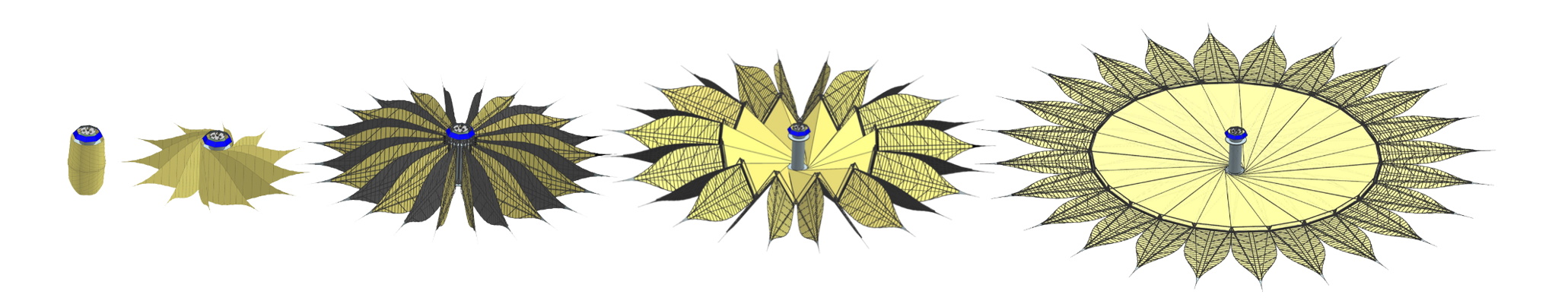
Déploiement du coronographe externe.

Le coronographe externe comprend le coronographe lui-même (2,1 tonnes) et une plateforme de 2,5 tonnes similaires à celle d'un satellite. La plateforme comprend un système de propulsion mixte constitué de moteurs ioniques utilisés pour repositionner le coronographe lorsque le télescope est pointé vers une nouvelle étoile et une propulsion à ergols liquides comprenant 12 moteurs de 22 newtons de poussée pour les corrections de trajectoire et le maintien de la position relative par rapport au télescope. Six moteurs ioniques ayant une poussée de 0,52 newton et une impulsion spécifique de 3000 secondes, sont distribués sur chaque face du coronographe. La plateforme emporte 2,2 tonnes d'ergols liquides et 3,5 tonnes de xénon.

### Configurations dégradées étudiées
Pour permettre aux rédacteurs du rapport chargé d'établir les priorités de la NASA pour la décennie 2025-2035 d'affiner leur choix, l'étude détaillée du projet HabEx publiée en 2019 proposent  plusieurs variantes moins coûteuses et moins risquées mais moins performantes du télescope spatial. Celles-ci ont été définies en combinant la réduction du diamètre du miroir primaire - 4 mètres (configuration proposée), 3,2 mètres et 2,4 mètres - et les types de coronographe embarqué - coronographe interne et externe (configuration proposée), coronographe interne uniquement, coronographe externe uniquement. Ces 8 configurations dégradées ont été rapprochées des objectifs scientifiques pour déterminer dans quelle mesure elles permettaient d'atteindre ceux-ci totalement, partiellement ou pas du tout. À côté de la configuration complète, deux configurations dégradées ont été plus particulièrement détaillées dans l'étude : 4C (miroir de 4 mètres et coronographe interne uniquement) et 3,2S (miroir de 3,2 mètres et coronographe externe uniquement).

## Instruments
Le télescope HabEx emporte  quatre instruments : 
- HCG (HabEx Coronagraph) est un coronographe interne d'un diamètre de 62 millisecondes d'arc avec trois canaux, un dans le visible et deux dans le proche infrarouge.
- SSI (HabEx  Starshade  Instrument) est un coronographe externe de 52 mètres de diamètre qui serait installé sur un satellite situé à 76 600 kilomètres du télescope
- UVS (UV Spectrograph/Camera) est un spectrographe imageur qui permet d'observer en ultraviolet (115–320 nm) avec un champ de vue de 3 × 3 minutes d'arc et une résolution spectrale de 60 000.

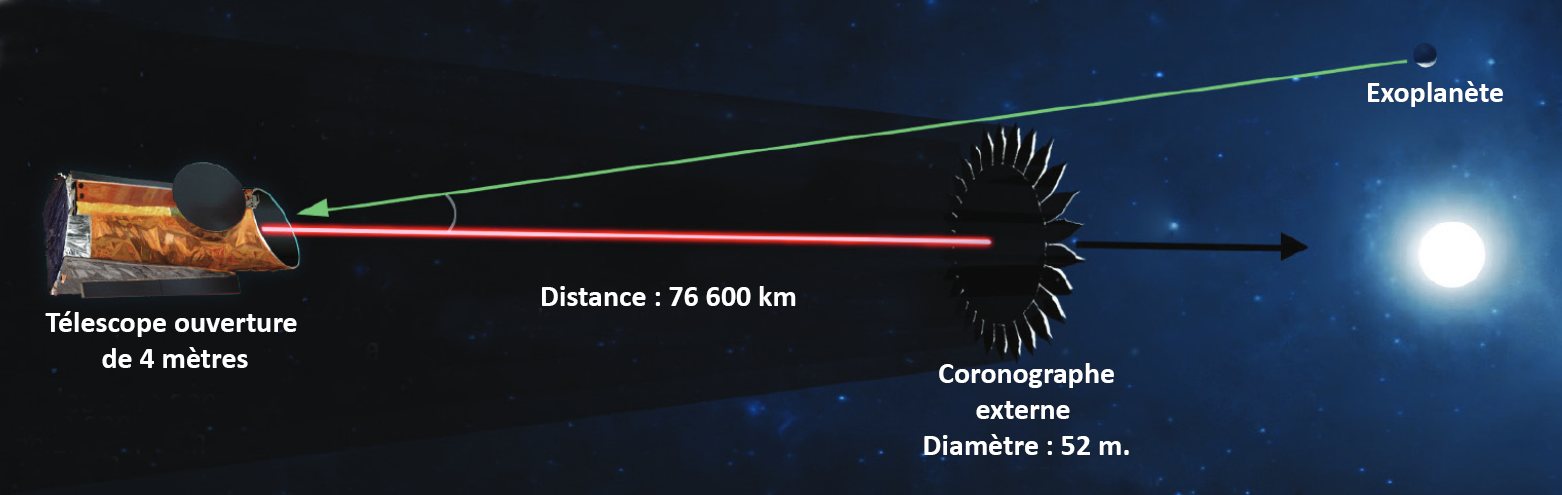
Le télescope HabEx et le coronographe externe en phase d'observation (vue d'artiste).

- HWC (HabEx  Workhorse  Camera) est un spectrographe imageur qui permet d'observer en visible et proche infrarouge (115–320 nm) avec un champ de vue de 3 × 3 minutes d'arc et une résolution spectrale de 1000. Il dispose de deux canaux  (0,37–0,95 et  0,95–1,8 micromètre).

## Déroulement de la mission HabEx
Si la phase A du projet démarrait en 2025, le lancement de HabEx pourrait avoir lieu en 2039 (durée du développement 15 ans). La durée de la mission primaire est de 5 ans et le volume des consommables (ergols) garantit un fonctionnement durant 10 ans. Le télescope est conçu pour permettre sa maintenance en cours de vie. Le télescope spatial serait placé en orbite autour du point de Lagrange L2 du système Terre-Soleil. Ce point de l'espace, situé de manière constante à 1,5 million de kilomètres de la Terre, permet de bénéficier d'un environnement thermique stable sans obstruction importante de notre planète tout en restant à une distance de celle-ci compatible avec des débits élevés pour le transfert de données. Malgré l'éloignement de la Terre (4 fois la distance Terre-Lune) le télescope sera conçu pour pouvoir être entretenu par un équipage humain en cours de vie comme l'était Hubble qui toutefois ne se situe qu'à 515 kilomètres. HabEx pourra être placé en orbite par le lanceur géant Space Launch System (SLS) tandis que le coronographe externe serait lancé par une fusée Falcon Heavy de SpaceX.
Durant sa mission primaire, 50% du temps d'observation sera réservé à des chercheurs extérieurs au projet dont les demandes auront été sélectionnées par un comité scientifique (Guest Observer Program).

## Sélection du projet HWO
Le projet HabEx n'est pas retenu dans la forme proposée par l'équipe qui l'a élaboré. Fin 2022 la NASA décide de suivre les recommandations du rapport décennal de l'Académie des sciences des États-Unis relatif à l'astronomie et à l'astrophysique et choisit un projet plus modeste (miroir primaire de 6,5 à 8 mètres pour un cout de 11 milliards US$) combinant les caractéristiques de LUVOIR avec certaines des caractéristiques du projet HabEx. Le diamètre retenu permettrait d'utiliser un miroir monolithique (source d'économie par rapport au miroir segmenté et pliable du JWST) car les lanceurs lourds qui seront opérationnels à la date de lancement (New Glenn, Space Launch System et Starship) prévoient de disposer d'une coiffe de grande taille. Il n'est pas exclu que le télescope utilise un coronographe externe comme le prévoyait la proposition HabEx. Pour limiter les lumières parasites et protéger le miroir primaire des micrométéorites, l'optique pourrait être protégée par un tube contrairement au JWST. L'optique active sera plus performante que celle du JWST pour les observations dans l'ultraviolet et en lumière visible. Le télescope sera  placé au point de Lagrange L2 du système Terre-Soleil. Contrairement au JWST, HWO sera conçu pour pouvoir être réparé et amélioré par des missions robotiques (sans équipage). Il sera capable de détecter les biomarqueurs d'au moins 25 exoplanètes de type terrestre situées dans la zone habitable de leurs étoiles. Ce nouveau télescope, baptisé HWO (Habitable Worlds Observatory) devrait être lancé vers 2040 s'il obtient le financement prévu.